# Salix magnifica
Salix magnifica är en videväxtart som beskrevs av William Botting Hemsley. Salix magnifica ingår i släktet viden, och familjen videväxter.

## Underarter
Arten delas in i följande underarter:
- S. m. apatela
- S. m. ulotricha